# El Hito
El Hito é um município da Espanha, na província de Cuenca, comunidade autônoma de Castela-Mancha. Tem 41,22 km² de área e em 2021 tinha 159 habitantes (densidade: 3,9 hab./km²). Limita com os municípios de Almonacid del Marquesado, Huete, Montalbo, Saelices e Villarejo de Fuentes.